# Circuito del centro de exposiciones ExCeL
El Circuito del centro de exposiciones ExCeL es un circuito urbano de carreras ubicado en Londres, Reino Unido. Fue anunciado en julio de 2019 y es sede del e-Prix de Londres de Fórmula E.

## Historia
El circuito del centro de exposiciones ExCeL se reveló al mismo tiempo que el anuncio del e-Prix de Londres 2020 y se convertirá en el segundo circuito en albergar el E-Prix de Londres. Un diseño intrigante sugirió que el campo correría tanto dentro como alrededor del ExCeL, con la recta de salida/llegada en la arena principal. El circuito también correría a lo largo de Quay Front y pasaría por la estación Prince Regent.

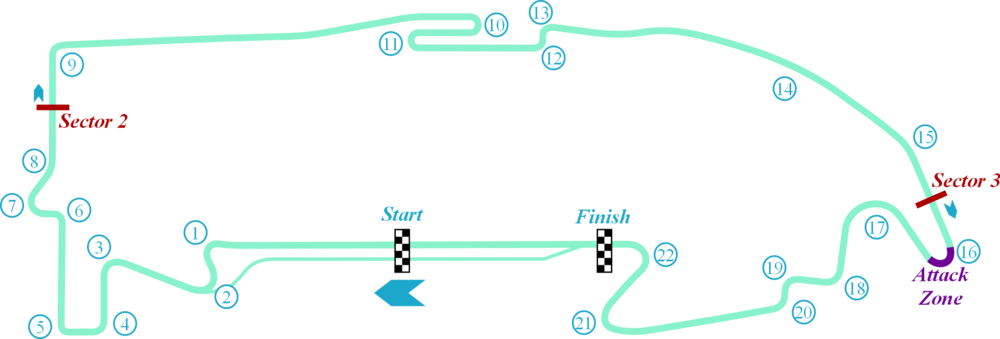
Trazado Anterior (2021)

El ExCeL también firmó un contrato de varios años para albergar el e-Prix de Londres.